# Rosa corymbifera
Espèce
Rosa corymbifera est une espèce de plantes à fleurs de la famille des Rosaceae. C'est un rosier appartenant à la section des Caninae, originaire d'Europe centrale.

## Description
Il ressemble à Rosa canina avec des fleurs un peu plus grandes.

## Distribution
En Suisse, on la rencontre principalement en plaine en Suisse romande, dans le Jura et dans le canton de Zurich.

## Synonyme
- Rosa dumetorum Thuill.